# Ossian Skiöld
Ossian Skiöld (22 giugno 1889 – Bålsta, 22 agosto 1961) è stato un martellista svedese.

## Palmarès
- Giochi olimpici

Amsterdam 1928: argento nel lancio del martello.